# Feletto
Feletto is een gemeente in de Italiaanse provincie Turijn (regio Piëmont) en telt 2451 inwoners (31-12-2004). De oppervlakte bedraagt 8,0 km², de bevolkingsdichtheid is 306 inwoners per km².

## Demografie
Feletto telt ongeveer 990 huishoudens. Het aantal inwoners daalde in de periode 1991-2001 met 5,6% volgens cijfers uit de tienjaarlijkse volkstellingen van ISTAT.
| Jaar | Inwoneraantal |
| ---- | ------------- |
| 1991 | 2482          |
| 2001 | 2344          |

## Geografie
Feletto grenst aan de volgende gemeenten: San Giorgio Canavese, Rivarolo Canavese, Lusigliè, San Giusto Canavese en Bosconero.

## Galerij

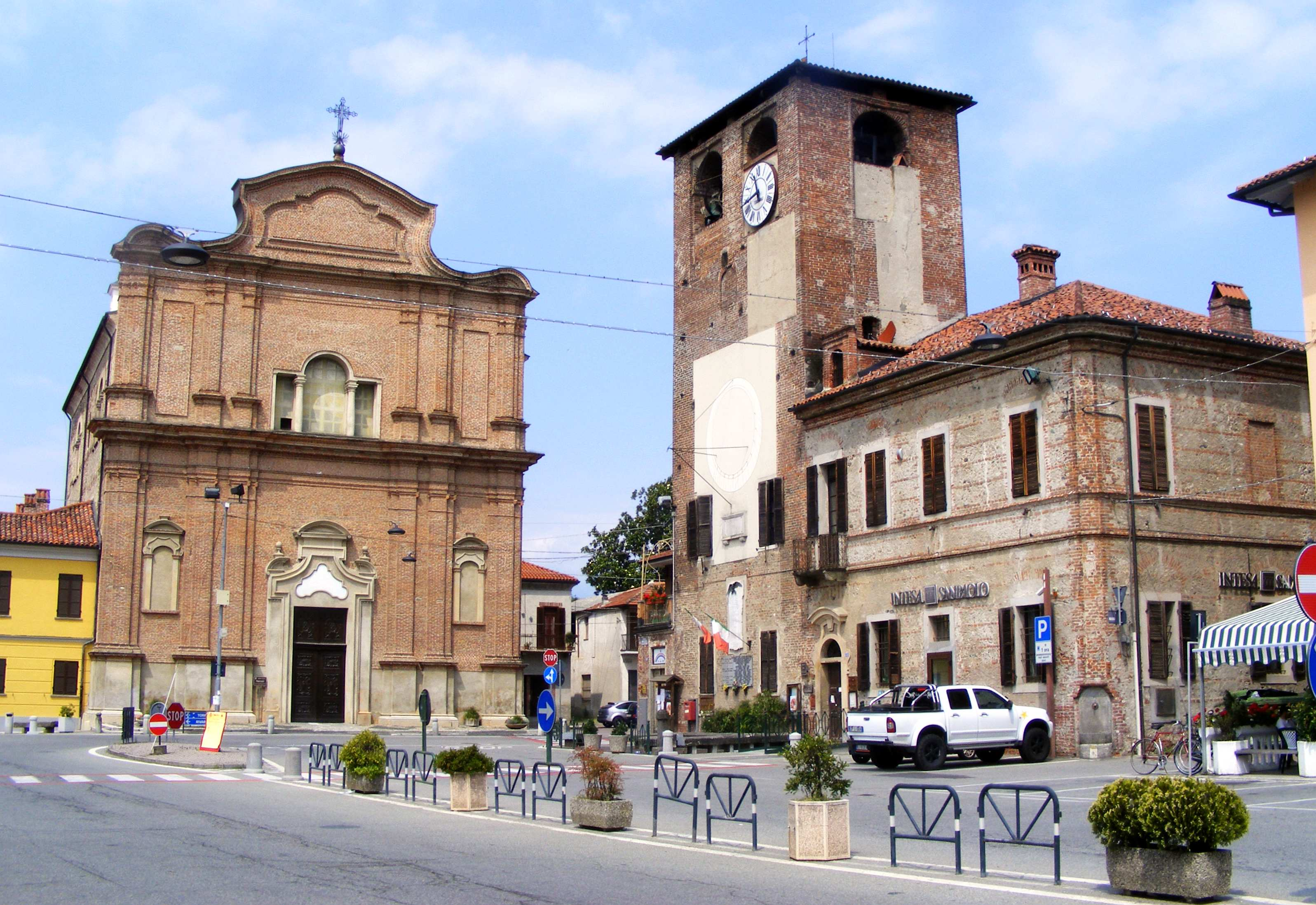
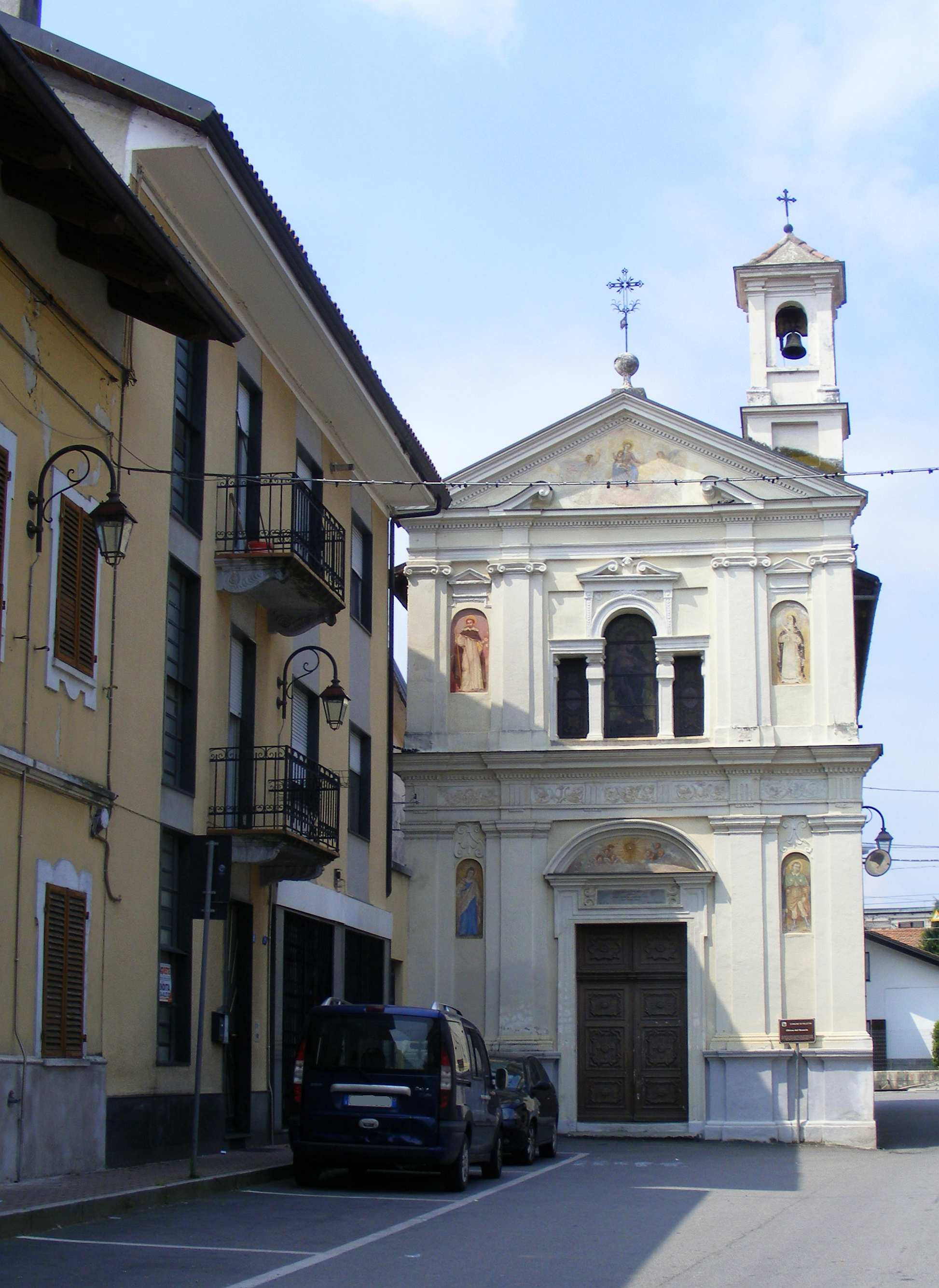
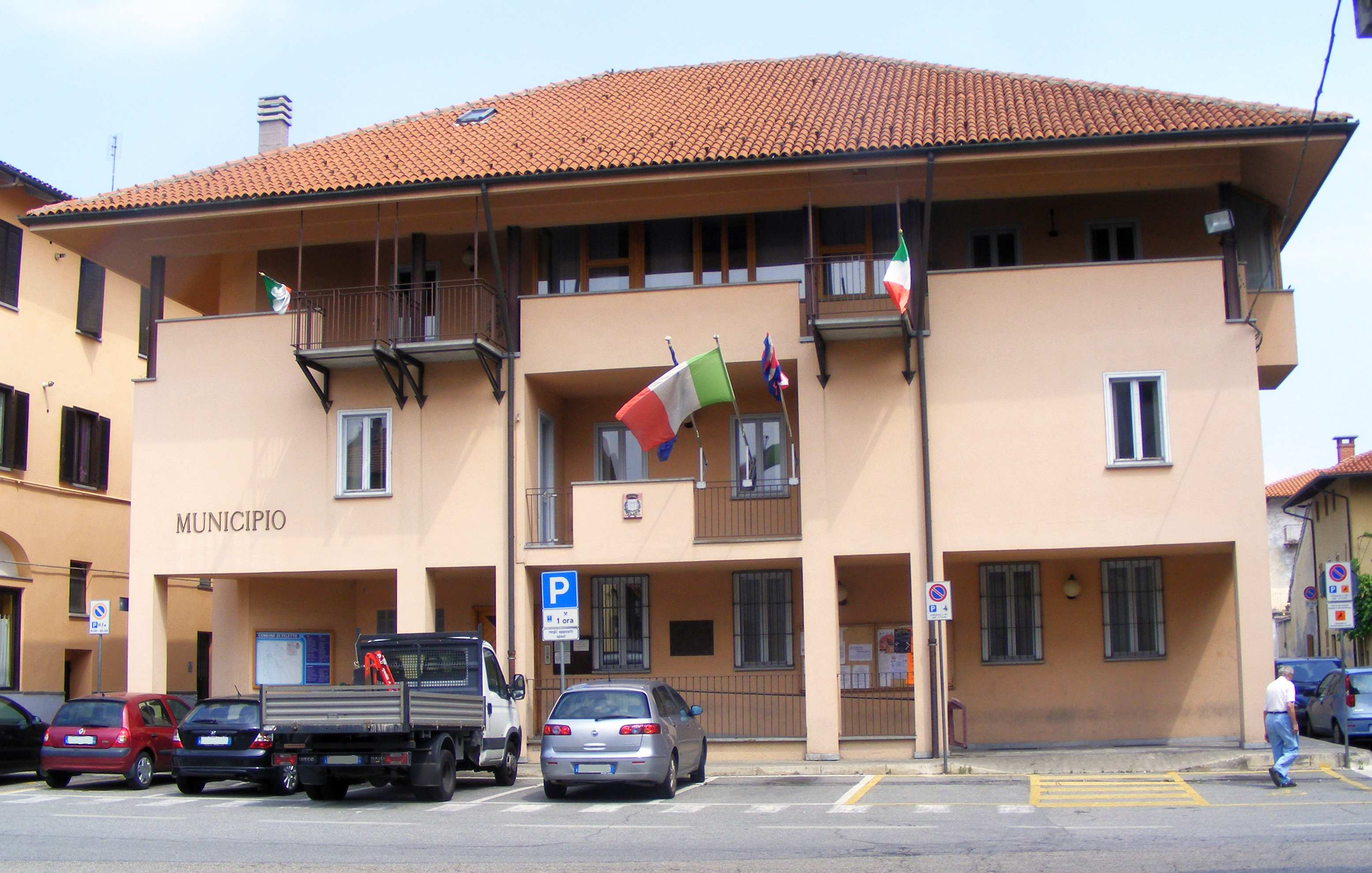
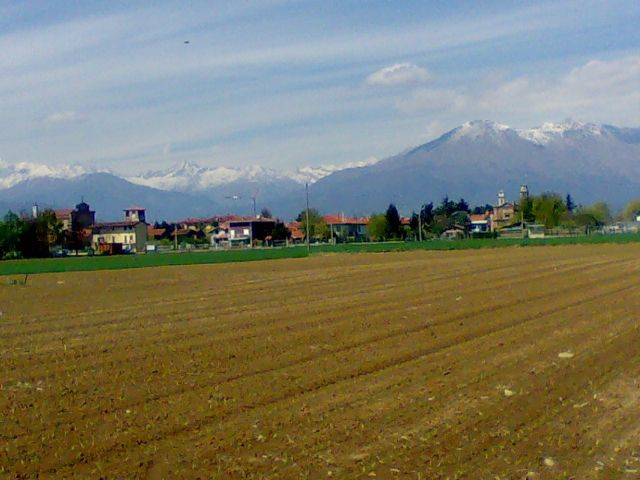

1. ↑  https://demo.istat.it/?l=it.